# Воскобойніков Микола Порфирович
Воскобойніков Микола Порфирович (1 травня 1880, Кременчук — липень 1919) — старшина Дієвої армії УНР.
Відповідно до українського законодавства є борцем за незалежність України у XX столітті.

## Життєпис
Народився в м. Кременчук. Закінчив Кременчуцьке Олександрівське реальне училище, Київське піхотне юнкерське училище (1900), вийшов підпоручиком до лейб-гвардії Санкт-Петербурзького полку (Варшава). Закінчив Миколаївську академію Генерального штабу за 1-м розрядом (1911). Брав участь у Першій світовій війні. У 1917 р. — начальник штабу 1-ї стрілецької дивізії. Останнє звання у російській армії — полковник.
У 1918 р. — начальник штабу 8-ї пішої дивізії Армії Української Держави. З 25 серпня 1918 р. — начальник оперативного відділу штабу 6-го Полтавського корпусу Армії Української Держави, згодом — Дієвої армії УНР. 
З 6 травня 1919 р. до 27 липня 1919 р. — начальник штабу Запорізької групи Дієвої армії УНР. За спогадами сучасників, помер від перевтоми.